# Gilbert Legay
Gilbert Legay – francuski judoka.
Srebrny medalista mistrzostw Europy w 1959, a także trzeci w drużynie. Drugi na mistrzostwach Francji w 1960 roku.